# علاء عبد الفتاح
علاء أحمد سيف الإسلام عبد الفتاح حمد، المعروف باسم علاء عبد الفتاح (18 نوفمبر 1981 -) مبرمج وناشط حقوقي يساري مصري، ونشط كمدون منذ عام 2004، حيث أسس «مدونة دول معلومات منال وعلاء» بالاشتراك مع زوجته المدونة منال حسن. عمل كمبرمج في تطوير نسخ عربية من البرامج الحاسوبية الهامة. وعلاء هو ابن المحامي والحقوقي المصري أحمد سيف الإسلام والمدير التنفيذي السابق لمركز هشام مبارك للقانون، والدكتورة ليلى سويف أستاذة الرياضيات بكلية علوم جامعة القاهرة، وكلاهما نشطا سياسيا وحقوقيا منذ السبعينات في مصر. نُشر لعلاء أثناء وجوده في محبسه عام 2021 مجموعة من كتاباته بعنوان «أنت لم تهزم بعد».
تبنّى علاء مواقف تتعلق بالشأن العام، مثل المطالبة باستقلال القضاء المصري (2006)، ورفضه الإعتراف للمحاكمات العسكرية للمدنيين (2011)، وبسبب مواقفه تعرّض للإعتقال والحبس تباعا منذ 2011 بتهم متنوعة، إلا أنه ومنذ عام 2013 ظل علاء خارج السجن لفترات قصيرة نسبيا، وتكرر استخدام العنف عليه أثناء الإعتقال، ثم حكم عليه بخمس سنوات بتهمة التظاهر بدون تصريح، لم يلبث أن ينهيها حتى أعيد اعتقاله في سبتمبر 2019 وتعرّض للعنف، وظل دون محاكمة لمدة تجاوزت السنتين، ثُم حُكم عليه بالسجن خمسة سنوات لمشاركته بوست عن ظروف وفاة معتقل، فحوكم بتهمة «نشر أخبار كاذبة باستخدام أحد مواقع التواصل الاجتماعي».وعلّقت مديرة الحملات لشمال إفريقيا في منظمة العفو الدولية “إن تعذيب علاء عبد الفتاح في الحجز يبيِّن لجوء السلطات المصرية إلى استخدام الوحشية الشديدة لسحق المعارضة، كما يكشف عزم السلطات على الذهاب إلى أبعد مدى لترهيب من تعتبرهم من منتقدي الحكومة” كما وصفت المحاكمات من قبل منظمة العفو الدولية بأنها «فادحة الجور».
سلطت أسرة علاء ومجموعات حقوقية الضوء على المضايقات الذي يتعرض له علاء داخل السجن، فضلا عن الإهمال الذي يؤثر سلبا على صحته الجسدية والنفسية، وسعت والدته بالمطالبة بالجنسية البريطانية لها ولأولادها كونها ولدت في مدينة لندن، ليحصلو عليها فعلا ويسعون لزيارة القنصل له مقابل مماطلة الدولة، التي طلبت، بحسب عائلته، وجود جواز سفر، الذي أصدر في أبريل 2022 وهو في محبسة في إضراب مفتوح عن الطعام. قالت وزيرة الخارجية البريطانية ليز تراس أنها تعمل جاهدة لإطلاق سراح علاء وستناقش ذلك مع نظيرها المصري سامح شكري كونه مواطنًا بريطانيًا.

## الحياة الشخصية

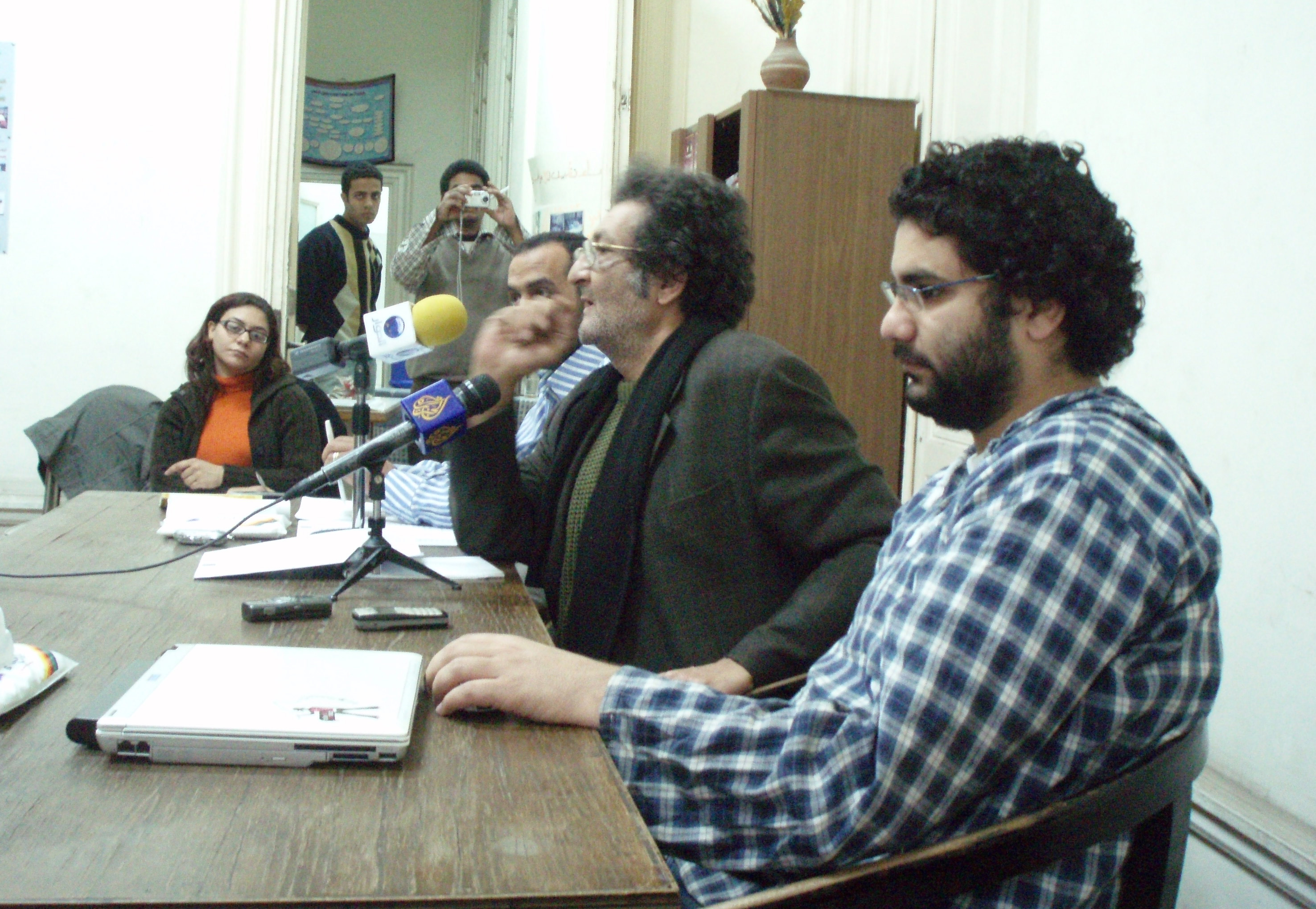
المدون اليساري علاء عبدالفتاح.

كان متزوجاً من المدوَّنة منال بهي الدين حسن وولد طفله الأوَّل أثناء وجوده في سجن طرَّة معتقلا ومتهما على خلفية أحداث ماسبيرو. كثير المُشاركات في النشاطات الإنسانية والحقوقية. سمَّى طفله الأوّل خالد، تيمنا بخالد سعيد الشخصية المصرية الشهيرة التي كان لها دور كبير في حدوث الثورة المصرية.[بحاجة لمصدر]
بدأ الناشط الحقوقي “علاء عبد الفتاح” مشواره العملي مع زوجته كمبرمج في مجال تكنولوجيا المعلومات، وفي 20 مارس عام 2004م قاما بإطلاق مدونه تحت عنوان “دلو مليء بالمعلومات” أو المعروفة باسم “دلو معلومات منال وعلاء”، لتغطية الأخبار دون الاعتماد على صحفيين مختصين وخبراء في مجال الصحافة مما يشكل دعماً للصحافة الشعبية المحلية، والتي فازت بجائزة منظمة مراسلون بلا حدود.
في أكتوبر 2021، تُرجمت ونشرت مجموعة من كتاباته ومقابلاته ومنشوراته في كتاب بالإنجليزية معنون "You Have Not Yet Been Defeated" أي «أنت لم تهزم بعد» لدار «فيتزاكارالدو» في لندن.

## الاعتقالات والقضاء

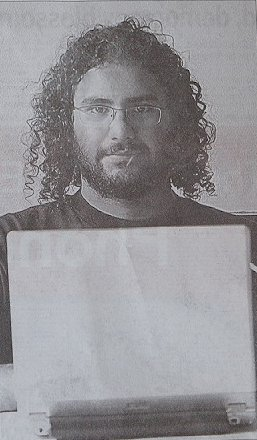
صورة لعلاء استخدمها نشطاء يطالبون بالإفراج عنه عام 2006 بعد أن أعتقله نظام مبارك.

تعرض علاء عبد الفتاح للإعتقال والاحتجاز التعسفي مرارا لنشاطه السياسي وانتقاده الحكومة، واشتملت أسباب اعتقاله على دوره في انتفاضة 2011 ومَثُل وآخرين في محاكمات وصفتها منظمة العفو الدولية بـ«فادحة الجور»، تضمنت محاكمات جماعية وعسكرية. وهو معتقل لأكثر من سنتين -منذ سبتمبر 2019- دون محاكمة، وكان قد اعتقل ضمن حملة إعتقالات واسعة تلت دعوات للتظاهر (لم يكن عبد الفتاح جزءا منها)، وذلك بعد ستة شهور من خروج علاء من الحبس قضاها تحت الرقابة بعد أن أمضى عبد الفتاح خمسة سنوات بدعوى التظاهر دون إذن.

### فترة حكم حسني مبارك
في يوم الأحد 7 مايو 2006، وأثناء وقفة احتجاجية سلمية من أجل استقلال القضاء المصري، اعتقل علاء مع 10 آخرين من المدونين ونشطاء الديمقراطية، مما أدى إلى اندلاع احتجاجات داخل وخارج مصر، وتأسست مدونة جديدة عنوانها «الحرية لعلاء» (بالإنجليزية: Free Alaa)‏، خصصت للمطالبة بإطلاق سراح علاء عبد الفتاح.
أدى قمع الحريات واعتقال مجموعة من الناشطين السياسيين من بينهم علاء عبد الفتاح إلى اندلاع الاحتجاجات داخل وخارج مصر، كما تأسست مدونة جديدة بعنوان “الحرية لعلاء” للمطالبة بإطلاق سراحه، وفي 20 يونيو 2006 بعد أن قضى في السجن 45 يوماً أطلق سراحه وحُكم له بالبراءة من قضية سب رفعها القاضي “عبد الفتاح مراد” لحجب 49 موقعاً على شبكة الإنترنت من ضمنها موقعه وقد صرحت زوجته منال حسن في ذلك اليوم لجريدة الإندبندنت البريطانية قائلة «لا تراجع بعد اليوم، سوف نستمر في أنشطتنا السياسية».

### فترة حكم المجلس العسكري

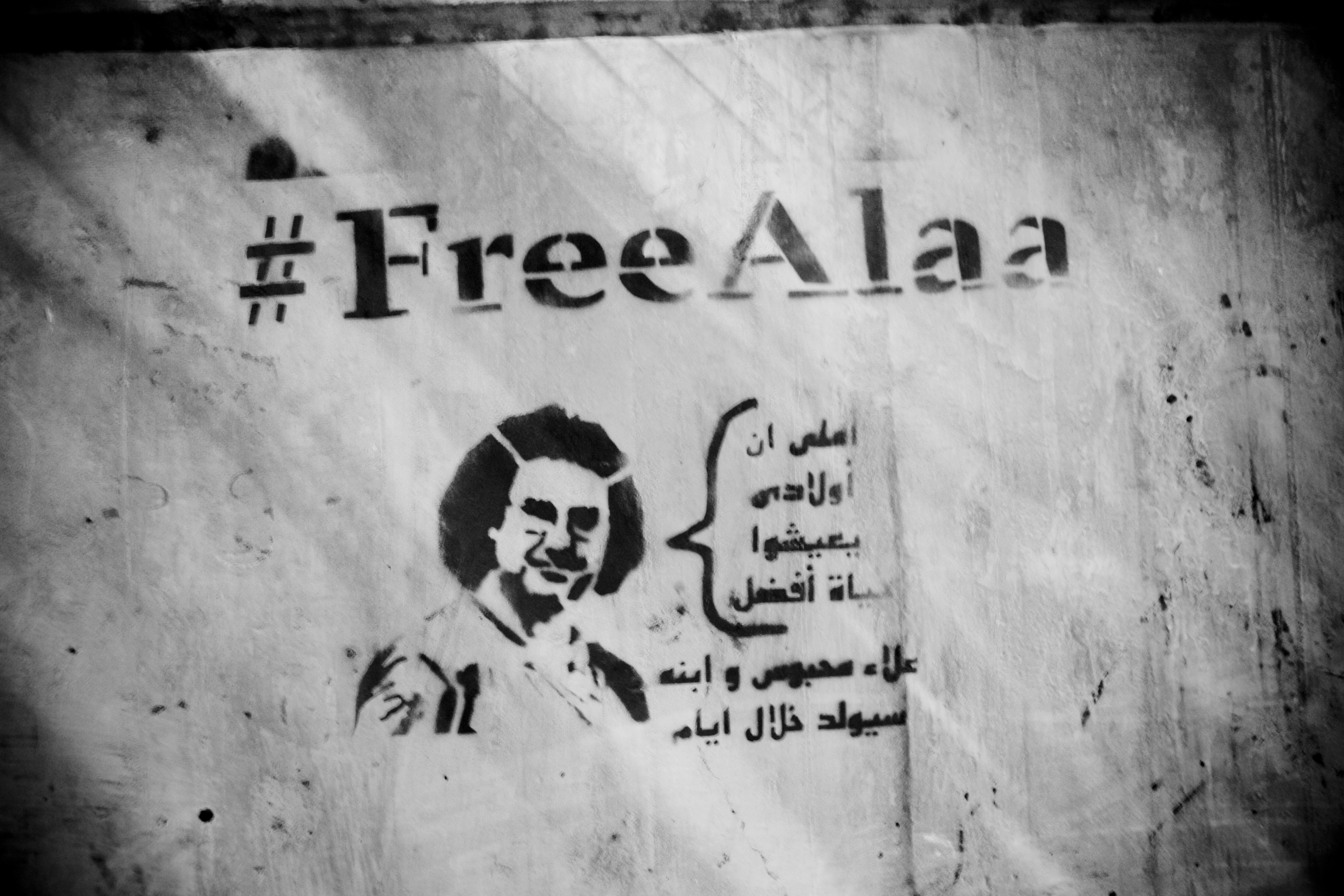
جرافيتي في نوفمبر 2011 يطالب بالإفراج عن علاء.

في 30 أكتوبر، 2011، قررت النيابة العسكرية في مدينة نصر حبس علاء على ذمة التحقيق لمدة 15 يوماً، على خلفية اتهامه بالتحريض والاشتراك في التعدي على أفراد القوات المسلحة وإتلاف معدات تخص القوات المسلحة والتظاهر والتجمهر وتكدير الأمن والسلم العام في أحداث ماسبيرو، والتي أسفرت عن مقتل أكثر من 25 قبطي بعد الاشتباك مع قوات الجيش. بعد أن رفض الاعتراف بشرعية المحاكمة العسكرية له كمدني، ورفض الإجابة على أسئلة النيابة العسكرية له.، ثم حُوِّل لاحقًا إلى نيابة أمن الدولة العليا، ليولد ابنه الأول «خالد» أثناء استمرار سجنه على ذمة التحقيق، بعد أن رفضت نيابة أمن الدولة التماسه بالإفراج عنه لحضور ولادة ابنه.
في يوم الأحد 25 ديسمبر قرر قاضى التحقيقات الإفراج عن علاء عبد الفتاح.

### فترة حكم محمد مرسي
كان علاء من أبرز المعارضين للرئيس مرسي وجماعة الإخوان المسلمين، وبتاريخ 25 مارس 2013 أمرت النيابة العامة بضبطه وإحضاره ومنعه من السفر بتهمة «التحريض على أحداث عنف»، وقد وصف هذا بسياسات «الدولة الاستبدادية» وأُخلي سبيله في اليوم التالي بعد رفضه الإدلاء بأقواله.

### فترة حكم عبد الفتاح السيسي

#### 2013-2019

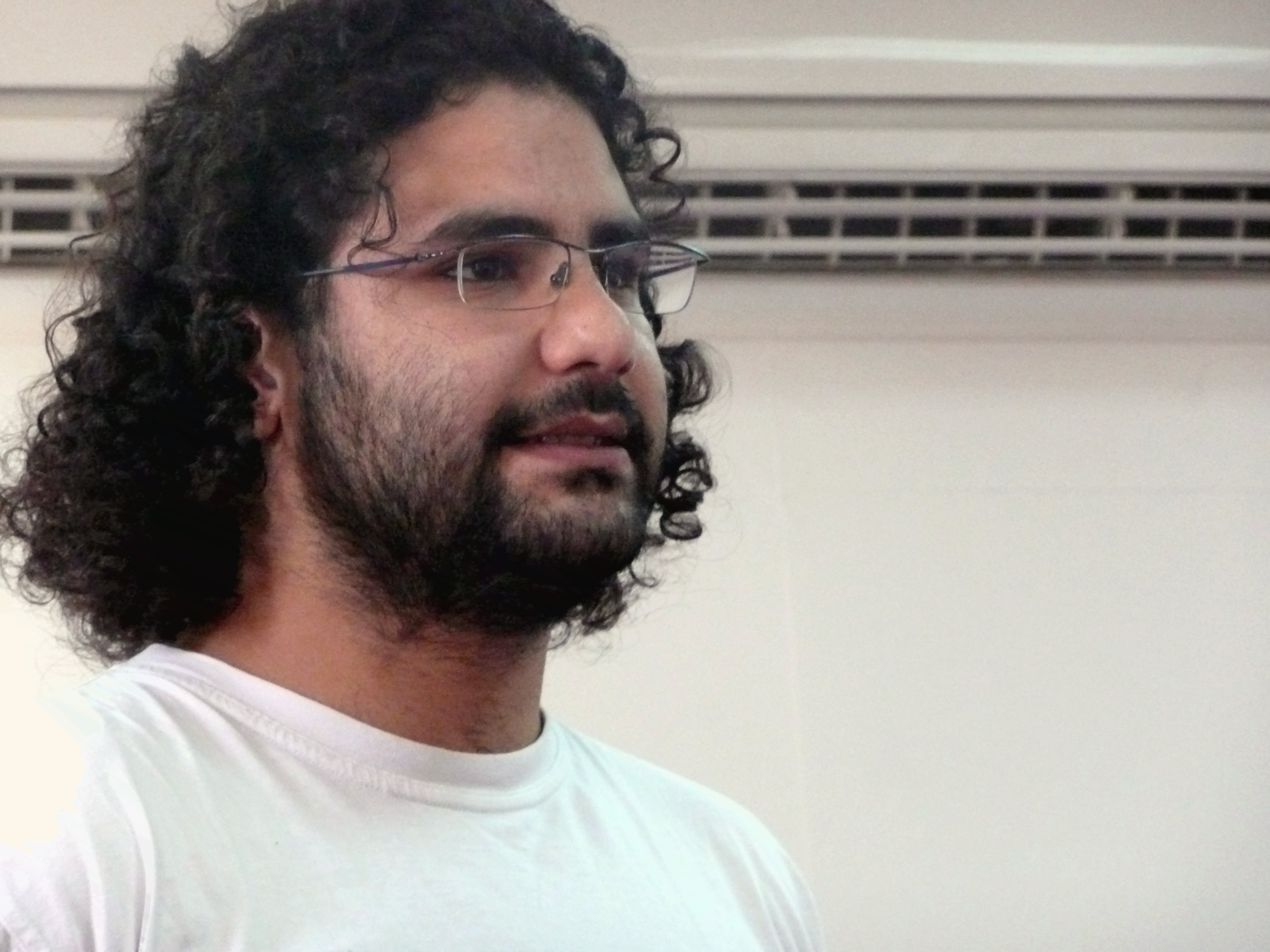
صورة لعلاء عبدالفتاح.

في 28 نوفمبر 2013 اعتقل علاء بتهمة التحريض على التظاهر ضد الدستور الجديد أمام مجلس الشورى. قام عشرون من رجال الشرطة باقتحام منزل علاء، وكسر الباب، ومصادرة أجهزة الحاسب الخاصة والتليفونات المحمولة الخاصة بالعائلة. عندما سأل علاء عن المذكرة القضائية الخاصة بالقبض عليه، قامت الشرطة بالاعتداء عليه جسديًا وعلى زوجته. في 23 فبراير 2015 أصدرت محكمة مصرية حكمها على علاء بالسجن لمدة خمس سنوات بتهم التظاهر بدون تصريح. وبعد إكماله 5 سنوات تم الإفراج عنه شريطة أن يوضع تحت المراقبة أي يقضي 12 ساعة حرا و12 أخرى يبيت في القسم كل يوم لمدة 5 سنوات أخرى. إلا أن هذا لم يكتمل وقد أعتقل مرة أخرى وسط حملة اعتقالات واسعة بتاريخ 29 سبتمبر 2019.

#### 2019 - الآن
بعد قضاءه 5 سنوات في السجن بتهم التظاهر بدون تصريح ووجوده بعدها تحت المراقبة بقضاء 12 ساعة يوميا في قسم الشرطة، إلا أنه أعتقل مرة أخرى وسط حملة اعتقالات واسعة بتاريخ 29 سبتمبر 2019. أثناء خروجه من قسم الشرطة بحسب وصف والدته الدكتورة الجامعية ليلى سويف، وقد اتهم بنشر أخبار كاذبة والإنضمام لجماعة إرهابية. ثم نُقل إلى «سجن طرة شديد الحراسة 2»، وهو سجن سئ السمعة في مصر ويُعرف أيضاً باسم «سجن العقرب 2». وهناك وجهوا لعلاء عبد الفتاح تهديدات وشتائم، وقد جعلوه معصب عينيه وتم تجريده من ملابسه على أيدي ضباط السجن الذين انهالوا عليه ضرباً وركلاً عدة مرات بحسب تقرير منظمة العفو الدولية.

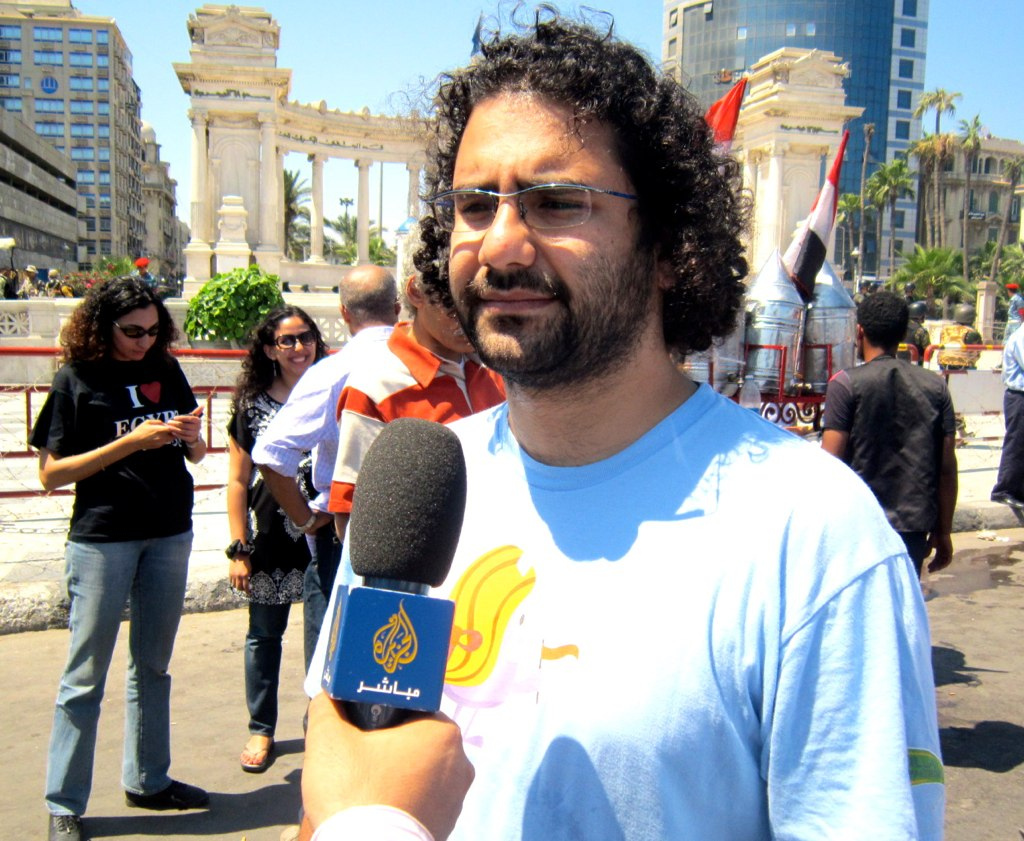
علاء عبدالفتاح في حوار مع الجزيرة عام 2011م.

وفي 15 مايو 2020 كان علاء قد أتم يومه الثاني والثلاثين مضربا عن الطعام احتجاجًا على طول مدة حبسه احتياطيا وحرمانه من الزيارات.
في 13 سبتمبر 2021، إلتقى المحامي والحقوقي خالد علي بموكله علاء عبد الفتاح في جلسة تجديد حبسه ونقل عنه شكواه من سوء الأوضاع داخل السجن وحرمانه من كل حقوقه مهددا بالإنتحار في حالة عدم الاستجابة لمطالبه، وقوله «أنا في وضع زفت، ومش هقدر أكمل كدا مشونى من السجن دا، أنا هنتحر، وبلغوا ليلى سويف تاخذ عزايا». كما أكد خالد علي، الأربعاء 15 سبتمبر، أن مكتبه تقدم «بإنذار على يد محضر لمساعد وزير الداخلية رئيس مصلحة السجون لنقل علاء عبد الفتاح من سجن شديد الحراسة 2 طرة، إلى سجن آخر، لوجود خصومة قضائية وبلاغات سابقة من علاء ضد إدارة السجن».
بعد حوالي عامين من الحبس دون محاكمة، قضت محكمة جنح أمن الدولة طوارئ في مصر، الاثنين 20 ديسمبر 2021، بالسجن خمسة سنوات للناشط علاء عبد الفتاح و4 سنوات لكل من المحامي الحقوقي محمد الباقر والمدون محمد إبراهيم المعروف باسم محمد «أوكسجين»، وذلك بتهمة نشر أخبار كاذبة من شأنها تهديد الأمن القومي. الحكم الذي أدانته وزارة الخارجية الأمريكية على لسان المتحدث باسمها، نيد برايس، قائلا: «إن الحكومة الأمريكية» أصيبت بخيبة أمل«من الأحكام الصادرة بحق ثلاثة من النشطاء البارزين في مصر».

#### الإضراب عن الطعام
منذ 2 أبريل 2022 بدأ علاء عبد الفتاح إضرابا كليّاً عن الطعام استمر أكثر من 7 شهور (224 يوما)، وقالت أسرته إنه «رفع مطلبين» لإضرابه، «الأول كمواطن مصري: انتداب قاضي تحقيقات للتحقيق في كافة الشكاوى والبلاغات المتعلقة بكافة الانتهاكات التي تعرضلها منذ نهار خطفه في سبتمبر/ أيلول 2019 وحتى يومنا هذا» والثاني بوصفه حصل على الجنسية البريطانية مؤخرا، يتمثل في «زيارة من القنصلية البريطانية له في محبسه للتداول في المسارات القانونية المتاحة أمامه».

#### ردود الفعل
كتبت الكاتبة البارزة والناشطة البيئية المناهضة للرأسمالية ناعومي كلاين في عامودها في صحيفة الغارديان تحت عنوان «غسيل أخضر لدولة بوليسية: الحقيقة وراء قناع Cop27 المصري» عن أن النظام المصري يسجن النشطاء ويمنع الأبحاث، متحدثة عن إضراب علاء عن الطعام وعن 60 ألف سجين سياسي في السجون المصرية، كما قالت غريتا تونبرج، واحدة من الأصوات المتزعمة في الحركة لأجل المناخ: «لن أذهب ل"كوب27" لأسباب كثيرة، لكن الفضاء للمجتمع المدني هذا العام ضيق للغاية» وتوجهت إلى إعتصام شقيقة علاء أمام مبنى الخارجية البريطانية في لندن مساندة مطلبها بإنقاذ علاء عبد الفتاح.
في 2 نوفمبر 2022، وقّع 15 حائزاً على جائزة نوبل على عريضة لإطلاق سراح علاء عبد الفتاح وسجناء الرأي بمصر، منهم 13 من الحائزين على جائزة نوبل للأدب بينهم البيلاروسية سفيتلانا أليكسيفيتش والتركي أورهان باموك والإسباني ماريو فارغاس يوسا، والفرنسيين أرني أرنو وباتريك موديانو، ووالأمريكية لويس غلوك، إضافة إلى الحائز على جائزة نوبل للكيمياء جورج بي سميث من الولايات الأمريكية المتحدة، إضافة إلى زميله في مجال الفيزياء، البريطاني رودجر بنروز. وأرسلت العريضة لعدة أشخاص بينهم الأمين العام للأمم المتحدة أنطونيو غوتيريش ورئيس المجلس الأوروبي شارل ميشال والرئيس الأمريكي جو بايدن ورئيس وزراء بريطانيا ريشي سوناك والملك تشالز الثالث ورئيسة وزراء نيوزيلندا جاسيندا أرديرن.
في 7 نوفمبر 2022 أعلنت ثلاث صحفيات مصريات البدء في إضراب عن الطعام والاعتصام داخل نقابة الصحفيين المصريين للمطالبة بالإفراج عن سجناء الرأي والتعبير في مصر وتضامنا مع إضراب علاء عبد الفتاح مطالبين بإطلاق سراحه وسراح الصحفيين المحبوسين نقابيين وغير نقابيين، ووقف ملاحقة الصحفيين في قضايا النشر، وفتح المجال العام في مصر وقيام نقابة الصحفيين بدورها “التاريخى”، ووقف الملاحقة الأمنية المستمرة لأصحاب الرأي، وطرح حلول جذرية لقضية السجناء السياسيين وإطلاق سراح كل من لم يتورط في أعمال عنف.
على هامش مؤتمر الأمم المتحدة للتغير المناخي 2022 المقام في شرم الشيخ، دعت المفوضية السامية للأمم المتحدة لحقوق الإنسان السلطات المصرية إلى «الإفراج الفوري» عن علاء عبد الفتاح قائلا «إنني أحث السلطات المصرية على الوفاء بالتزاماتها في مجال حقوق الإنسان، والإفراج الفوري عن جميع المعتقلين تعسفياً، ومنهم المحتجزون على ذمة المحاكمة، وكذلك المدانين ظلماً. فلا يجوز اعتقال أي شخص لممارسته حقوقه الإنسانية الأساسية»، كما دعا زعماء دول مثل المستشار الألماني أولاف شولتس والرئيس الأمريكي جو بايدن للإفراج الفوري عنه، كما أكّد كلّ من رئيس الوزراء البريطاني ريشي سوناك و الرئيس الفرنسي إيمانويل ماكرون أنهما طرحا قضيته خلال لقائهما الرئيس المصري عبد الفتاح السيسي.
إتهم مقدمي برامج تلفزيونية مثل أحمد موسى ويوسف الحسيني علاء عبد الفتاح في برامجهم بأنه حرض على قتل أبناء ضباط الشرطة والجيش، وطالب بهدم مؤسسات الدولة، وأنه طالب بالتعاون مع خلايا إرهابية من خلال منشورات عبر حسابه على موقع التدوينات القصيرة (تويتر)، انتفى تغريدات له، احداها من عام 2010: «ما دام مش عارفين نطول الضباط ما نشوف خلية ارهابية تقتل عيالهم وتعذب أمهاتهم»، واخرى عام 2012 «انت ياللي بتدافع عن الداخلية، بجد فكك مني، بتكلم الشخص الغلط خالص، أنا بفرح لما بقرأ أخبار مقتل ضابط»، ويظهر فيديو لعلاء عبد الفتاح في أحد أحاديثه أثناء الاعتصام في تظاهرة يرد على سؤال «طبعا الجيش والشعب إيد واحدة، وبالتالي دا معناه هنقطع ايد الجيش الثانية.. الداخلية لازم كلنا نساعدهم فإحنا هنقتحم الداخلية ونوريهم الشغل إزاي، والقضاء الشامخ هندخل عليه برضه نشمخه».
ووقع عدد من الشخصيات العامّة المصرية حملة توقيعات لمطالبة السيسي بإصدار عفو عن علاء عبد الفتاح وورد فيها «نلتمس من سيادتكم إصدار قرار بالعفو عن السجين علاء عبد الفتاح، ليس من أجل برلمانات أوروبا، ولا الحائزين على جائزة نوبل، ولا وكالات الأنباء العالمية، ولا المنظمات الدولية، ولا حتى مؤتمر المناخ، ومناشدات رؤساء العالم بل من أجلنا نحن، من أجل مصر، ومن أجل احترامنا لذاتنا، ومن أجل الأمل لدى أبنائنا، ومن أجل وطن يتسع للجميع» ومن ضمن الأسماء الموقعة شخصيات سياسية مثل مرشح رئاسة الجمهورية المصرية السابق حمدين صباحي والبرلماني ونقيب الصحفيين السابق يحيى قلاش وعضو لجنة الدستور عبد الجليل مصطفى. 
وفي 1 مارس 2025، بدأ علاء عبد الفتاح إضرابا عن الطعام في السجن بعدما أدخلت والدته ليلى سويف] المستشفى في ظل تراجع وضعها الصحي جراء إضرابها عن الطعام للمطالبة بالإفراج عنه، ودخلت والدته إضرابًا عن الطعام في 30 سبتمبر 2024 مطالبة بالإفراج عنه، حيث تدهورت صحتها ونقلت لأحد المستشفيات في لندن في بريطانيا.

## وصلات خارجية
- The Guardian: Cairo clamps down on dissent
- الشبكة العربية لمعلومات حقوق الإنسان: المدونون في الشرق الأوسط: نبض الشارع يدخل إلى شبكة الإنترنت
- ANHRI: Egypt: New Crackdown on Pro-Democracy
- Sabbah Report: Alaa detained for 15 days "pending investigation"
- Sami ben Gharbia Blog: Free Alaa
- Banners free Alaa